# Evodinus lanhami
Evodinus lanhami là một loài bọ cánh cứng trong họ Cerambycidae.